# The Importance of Being Earnest
A Importância de Ser Prudente, também traduzida como A Importância de Ser Honesto ou A importância de Se Chamar Ernesto (no original em inglês, The Importance of Being Earnest, a Trivial Comedy for Serious People) é uma peça de teatro de Oscar Wilde. A peça estreou em 14 de fevereiro de 1895, no St James's Theatre, em Londres, e é uma comédia farsesca na qual os protagonistas mantêm "personas" fictícias para escapar de suas obrigações sociais. Trabalhando com as convenções sociais da Londres vitoriana tardia, os temas principais da peça são a banalidade com a qual são tratadas instituições sérias como o casamento e as sátira resultante da moral vitoriana. Críticas contemporâneas majoritariamente elogiaram o humor da peça, apesar de alguns terem sido cautelosos em relação à explícita falta de mensagens sociais da peça, enquanto outros anteviram o consenso moderno de que a peça era até então o auge da carreira de Wilde. A elevada farsa e seus inteligentes diálogos ajudaram a fazer de The Importance of Being Earnest a peça mais ininterruptamente popular de Wilde.[1]
A bem sucedida noite de estreia marcou o clímax da carreira de Wilde, mas também anunciou sua ruína. O marquês de Queensberry, cujo filho Lord Alfred Douglas era amante de Wilde, planejou presentear o escritor com um buquê de vegetais estragados e atrapalhar a apresentação. Wilde foi avisado e Queensberry não pôde entrar. Pouco depois, a rixa chegou ao clímax no tribunal, onde a dupla vida homossexual de Wilde foi revelada ao público vitoriano e ele foi finalmente condenado ao cárcere. Sua notoriedade acabou fazendo com que a peça, apesar de seu inicial sucesso, fosse cancelada após 86 apresentações. Após sua libertação, ele publicou a peça de seu exílio em Paris, mas não escreveu mais nenhuma obra cômica ou dramática.[1][2]
The Importance of Being Earnest foi remontada muitas vezes desde sua estreia. A peça foi também adaptada diversas vezes para o cinema: em 1952, a primeira adaptação com direção de Antony Asquith, filho de H. H. Asquith, que como Secretário do governo na época, foi um dos autores das acusações de imoralidade contra Oscar Wilde. O filme foi estrelado por Michael Denison, Michael Redgrave, Dame Edith Evans, Dorothy Tutin, Joan Greenwood, e Margaret Rutherford.[3] 

Foi feita uma nova versão cinematográfica em 1992 dirigida por Kurt Baker e em 2002 uma nova versão, como uma comédia romântica, foi dirigida por Oliver Parker, em que dois amigos usam o mesmo pseudônimo. O filme conta com atuações de Rupert Everett, como Algy, Colin Firth, no papel de Jack, Frances O'Conner e Reese Witherspoon e Judi Dench, como Lady Bracknell.[4]

## Composição

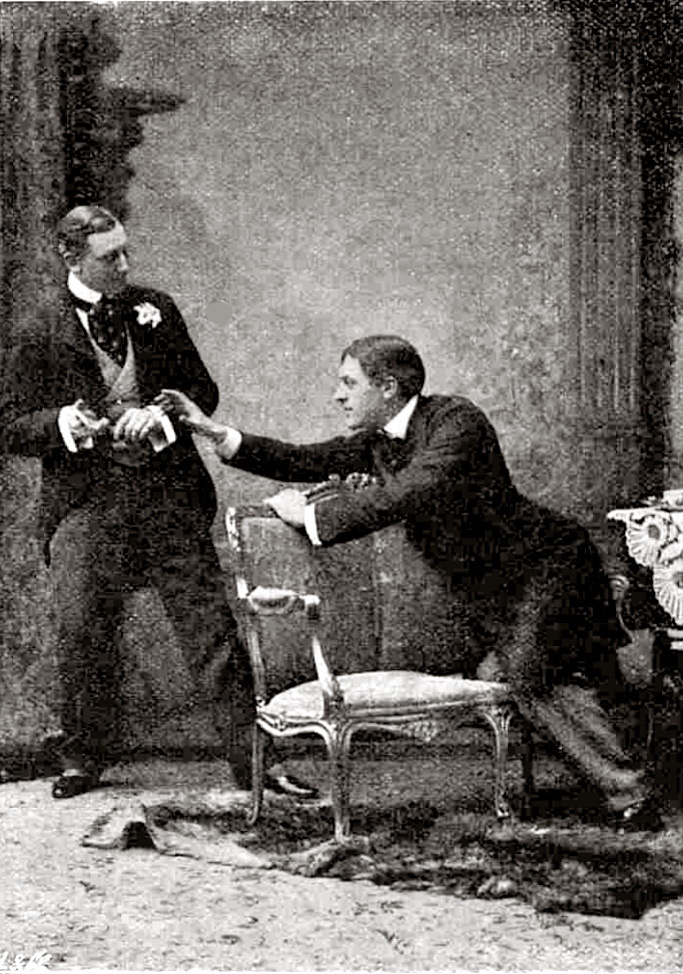
Produção original de The Importance of Being Earnest em 1895 com Allan Aynesworth como Algernon (esquerda) e George Alexander como John (direita)

Após o sucesso de suas peças Lady Windermere's Fan e A Woman of No Importance, Wilde foi pressionado por seus produtores a escrever novas peças. Em julho de 1894, ele sugeriu a ideia de The Importance of Being Earnest para o ator e gerente do St. James's Theatre, George Alexander. Wilde passou o verão com sua família em Worthing, onde, em agosto, ele rapidamente escreveu a peça. Com sua fama agora no auge, ele usou o título provisório Lady Lancing para evitar especulações acerca do conteúdo da obra.  Muitos nomes e ideias na peça foram pegos emprestados de pessoas e lugares que o autor conhecia: Lady Queensberry, mãe de Lord Alfred Douglas, vivia em Bracknell, por exemplo. Há um amplo consenso entre os estudiosos de Wilde de que a mais importante influência na peça foi a farsa Engaged, de W. S. Gilbert, lançada em 1877. Wilde se inspirou em Gilbert não só em vários episódios da trama, mas, nas palavras de Russel Jackson, "na gravidade do tom que Gilbert requisitava de seus atores".
Wilde continuamente revisou o texto pelos meses seguintes: nenhuma linha ficaria intocada, e "numa peça tão econômica com sua linguagem e seus efeitos, [as revisões] tiveram sérias consequências." Sos Eltis descreve as revisões de Wilde como uma refinada arte no trabalho: os mais antigos e longos rascunhos manuscritos da peça trabalham com episódios farsescos, amplos trocadilhos, diálogos sem sentido e reviravoltas cômicas tradicionais. Na revisão, "Wilde transformou tolices clichês no sistemático e desconcertante ilogismo que caracteriza os diálogos em Earnest". Richard Ellmann diz que Wilde alcançara sua maturidade artística e escreveu essa obra com mais segurança e rapidez do que antes.
Wilde hesitou em enviar o roteiro para Alexander, temendo que a peça poderia ser inadequada para o St James's Theatre, cujo típico repertório era relativamente sério, e assim explicou que a obra fora escrita como resposta a um pedido de uma peça "sem nenhum interesse realmente sério". Quando Guy Domville, de Henry James, não obteve sucesso, Alexander voltou-se a Wilde e concordou em realizar a peça. Alexander começou suas meticulosas preparações habituais, interrogando o autor a cada linha e planejando os movimentos de palco com um teatro de brinquedo. No curso dos ensaios, Alexander pediu a Oscar que encurtasse a peça de quatro para três atos. Wilde concordou, combinando elementos do segundo e do terceiro atos. O maior corte foi a remoção do personagem Mr. Gribsby, um procurador que vem de Londres para prender o devasso "Ernest" (isto é, Jack) pelas suas contas de jantar não pagas. Algernon, que estava posando de "Ernest", seria levado para Holloway Jail a menos que liquidasse suas contas imediatamente. Jack acaba concordando em  pagar por Ernest, com todos pensando que as contas são de Algernon, enquanto na verdade eram dele mesmo. A versão de quatro atos foi encenada pela primeira vez no rádio numa produção da BBC e ainda é esporadicamente apresentada. Peter Raby argumenta que a estrutura de três atos é mais efetiva, e que o texto originalmente usado, mais curto, é mais teatralmente ressonante do que a a versão estendida.

## Curiosidades
- A obra é muitas vezes preferida por professores de teatro ao ensinar seus alunos sobre a alta comédia, também conhecida como comédia inglesa. Tal gênero supõe ganchos humorísticos que demandam do público algum grau de entendimento para que a cena possa levar ao riso. Sendo assim, A Importância de Se Chamar Ernesto equipara-se ao que conhecemos no Brasil como comédia de costumes.